# Fé bahá'í e educação
A educação é um dos princípios fundamentais para a unidade da humanidade, apontados por Bahá'u'lláh, fundador da Fé Bahá'í.
| “ | Considerai o homem como uma mina rica em joias de inestimável valor. A educação, tão somente, pode fazê-la revelar seus tesouros e habilitar a humanidade a tirar dela algum benefício | ” |

Os ensinamentos Bahá'ís enfatizam a educação no aspecto moral e espiritual, relacionando diretamente ao desenvolvimentos da artes, ofícios, comércio e ciência. Leva em consideração três espécies de educação: espiritual, humana e material.

## Fundamentos da Educação Bahá'í

### Três Espécies de Educação
De acordo com os ensinamentos Bahá'ís, a suma necessidade de educação demanda outro conceito que é a composição do indivíduo, não sendo apenas o intelecto, mas de três aspectos: corpo, mente e espírito - desse modo a educação também deve levar essa composição em consideração.

#### Material
A educação material ou física, está relacionada aos cuidados com a saúde do corpo, hábitos de higiene, prevenção de doenças, alimentação, atividades, etc.
| “ | trata do progresso e do desenvolvimento do corpo, através da aquisição de seu sustento, de seu conforto e bem-estar materiais. Esta educação é comum aos animais e ao homem. | ” |

#### Humana
Essa é a forma de educação aplicada na grande maioria dos centros de ensino do mundo, está ligada à aquisição de poderes mentais, tais como as ciências, incluindo as artes e ofícios, como também a garantia de meios de sustento.
| “ | A educação humana significa civilização, progresso; quer dizer, governo, administração, obras de caridade, profissões, artes e ofícios, ciências, descobertas das leis físicas, e grandes invenções – atividades estas que, além de essenciais ao homem, ainda o distinguem do animal. | ” |

#### Espiritual
A educação espiritual tem o intuito de transmitir o conhecimento sobre Deus, como também ajudar o indivíduo no auto-conhecimento, compreender e praticar ensinamentos e leis espirituais.
| “ | consiste na aquisição das perfeições divinas – é a verdadeira educação; pois, graças a ela, o homem torna-se o centro das virtudes divinas, a manifestação das palavras: "Façamos o homem à Nossa imagem e semelhança". Eis o supremo objetivo do mundo humano. | ” |

| “ | ..educar a realidade humana a ponto de torná-la o centro das virtudes divinas: justiça, veracidade, benevolência, misericórdia, equidade.. Consiste também em respeitar os direitos, servir à causa de Deus e se dedicar ao bem coletivo. | ” |

### Inexistência do Mal
Para os Bahá'ís, o conceito que deve influenciar os atuais métodos educacionais é a inexistência do mal. A inexistência do mal é um dos focos propostos pela Fé Bahá'í na análise da criação: o mal é considerado inexistência, apontado como a ausência do bem. Desse modo, em nenhum reino da criação, incluindo o humano existe o mal, já que todas as coisas são originadas do poder criador de Deus. Os defeitos do caráter do homem, embasados nesta ideia, são atribuídos à falta de desenvolvimento de determinada qualidade, assim como a escuridão seria apenas a ausência de luz.
| “ | Numa palavra, as realidades intelectuais, tais como as admiráveis qualidades e perfeições do homem, são puramente boas e existem. O mal é simplesmente sua inexistência. Assim, ignorância é apenas falta de conhecimento, bem como erro significa a falta de orientação. Quando nos falha a memória, chamamos isso de esquecimento, e quando o bom senso se ausenta, alegamos a presença de estupidez. Nenhum destes males, no entanto, realmente existe. De modo idêntico, as realidades sensíveis são absolutamente boas; é de sua ausência que o mal provém. Assim a cegueira é a falta da visão, bem como a surdez significa a falta da audição. A pobreza implica na carência da riqueza, a doença na da saúde, a fraqueza na da força, e a própria morte nada mais é que a falta de vida. | ” |

## Prática da Educação Bahá'í

### Educação para Crianças
Na Fé Bahá'í é reconhecida a boa intenção dos pais que procuram as melhores maneiras de educar seus filhos, de modo que tornem-se verdadeiros seres humanos. No entanto, o resultado muitas vezes não é como esperado, os pais então ficam frustrados e muitas vezes a criança é apontada como culpada, porque tal plano dera certo para outra criança.
O versículo mais refletido na Fé Bahá'í sobre educação é de Bahá'u'lláh que diz: "Considerai o homem como uma mina rica em joias de inestimável valor. A educação, tão somente, pode fazê-la revelar seus tesouros e habilitar a humanidade a tirar dela algum benefício."
Na análise deste trecho, um todo ser humano possui inerente todas as capacidades espirituais que se encontram latentes, são "minas ricas em joias", que apesar de todas as riquezas que podem conter, não possuem valor algum se nunca forem exploradas de modo a trazer benefícios.
Os escritos Bahá'ís, portanto, aludem aos aspectos não apenas intelectuais e materiais da educação, mas também espirituais, onde, de acordo com a ideia, reside "mina de jóias"; Naturalmente, as joias são qualidades da mente ou do espírito. O espírito, portanto, é o que contém a maior riqueza do ser humano, sendo a mente um receptáculo ou instrumento da emanação do espírito, na qual, usa-se da razão para descobrir essas "joias ocultas". Bahá'u'lláh confirma esta ideia através desta frase:
| “ | Ó vós, filhos do espírito! Sois meu tesouro, pois em vós entesourei as pérolas de Meus mistérios e as jóias de Meu conhecimento. | ” |

Ou, em outra ocasião:
| “ | O homem é o Talismã supremo. A falta devida de educação, porém, privou-o daquilo que ele inerentemente possui. | ” |

Dessa forma, a falha na educação das crianças, de acordo com o conceito apresentado, é o fato de que os pais procuram colocar "joias" dentro da criança, enquanto que as joias já existem dentro dela, necessitando apenas ser lapidadas.
Nos ensinamentos Bahá'ís, os pais, ou outros educadores, devem transmitir às crianças além da educação material e intelectual, a espiritual. Devem ensinar à criança a conhecer seu íntimo e descobrir suas potencialidades, sendo que o principal conceito a se ensinar é sobre a existência de Deus, seu Criador.

### Educação para Pré-Jovens
Muitos psicólogos ou profissionais da área de educação, procuram soluções para o frequente desequilíbrio de adolescentes, como depressão ou frustração, envolvendo atitudes desequilibradas como agressão, uso de álcool, desrespeito às normas e regras da família ou comunidade, e a busca exagerada por satisfação e diversão.
A educação Bahá'í conduz a ideia de que essas características se originam daqueles aspectos essenciais (corpo, mente, espírito) na qual, a sociedade moderna teria sufocado ou ignorado.
Felora Daliri em seu livro Você Ainda Vai Nascer traduz em seu ponto-de-vista esta característica da sociedade atual:
"..numa família que todos os objetivos se resumem em questões materiais e prazeres corporais, a criança também se bitola seu horizonte com objetivos semelhantes. Por conseguinte, mais tarde, quando ela começa a buscar as mesmas paixões e não consegue realizá-las, ou que os objetivos não atendem aos seus ideais ocultos e às suas exigências, sente-se deprimida e emocionalmente frustrada."
A rebeldia ou desequilíbrio tem sido considerado como parte do desenvolvimento do pré-jovem, passagem da fase de criança para adulto. A ciência aponta a razão como na mudança do corpo e nos hormônios, como também no amadurecimento cerebral. Os escritos Bahá'ís, porém, consideram todo desequilíbrio como resultado do erro ou da deficiência em quaisquer aspectos - a educação é tida como importante recurso para o equilíbrio individual, principalmente nesta fase.
Cerca de 23 sequências de curso estão sendo elaborados (3 estão prontos) baseando nos aspectos da educação, com base nos escritos Bahá'ís e estudos consistentes de pedagogia e psicologia, visando empoderamento do pré-jovem. Os livros envolvem além do estudo, atividades de serviço, desenvolvimento de artes, conhecimento de ciências e matemática. Todas os jovens, bahá'ís ou não, são convidados a participarem destes círculos, que tem por objetivo o desenvolvimento material e espiritual.
'Abdu'l-Bahá denominou o período da adolescência como "primavera da vida", onde o jovem porá em prática todas as 'jóias' que foram 'lapidadas' quando criança, onde todas as suas energias podem ser utilizadas além do benefício próprio, o da humanidade.

### Sequências do Instituto Ruhi
Ruhi (que significa do espírito) é a sequência mais utilizada. Criado originalmente na Colômbia, tendo sido adotado pelo mundo todo, consiste atualmente em 7 cursos, cada curso possui um livro com temas específicos baseados nos escritos Bahá'ís, tais como oração, educação, história, e assim por diante.
A sequência de cursos do Instituto Ruhi é a que se segue:
- Livro 1: Reflexão sobre a Vida do Espírito
- Livro 2: Levantando-se para Servir
- Livro 3: Ensinando aulas de Criança Série 1
- Livro 4: Os Manifestantes Gêmeos
- Livro 5: Ensinando aulas de Criança Série 2
- Livro 6: Ensinando a Causa
- Livro 7: Trilhando Juntos um Caminho de Serviço

O Livro 8 e 9 estão em fase de desenvolvimento e serão encorporados na comunidade gradualmente, os tópicos que serão abordados são o Convênio e a Família, respectivamente.

### Mashriqu'l-Adhkár
O Mashriqu'l-Adhkár é uma instituição a que os escritos Bahá'ís referem-se como a representação de Casas de Adoração, hospitais, universidades, orfanatos, e outras estruturas humanitárias e educacionais, visando o benefício humano. Servirá futuramente como centro físico e simbólico das cidades.

### Desenvolvimento Sócio-econômico
Algumas comunidades Bahá'ís mais desenvolvidas no mundo, elaboram projetos e/ou estabelecem instituições de desenvolvimento social e econômico. Podem variar de lugar para lugar, dependendo das diferentes necessidades de cada país e região. Alguns exemplos no mundo, incluem programas para a instrução de trabalhadores emigrantes, emprego do desabrigado, ou a sustentação de refugiados deslocados.
Já existem cerca de 300 escolas ou universidades no mundo todo, cuja base curricular incluem ensinamentos Bahá'ís. Como exemplo, no Brasil existe a Escola das Nações (DF), a Escola Vocacional Masrour em Manaus (AM), a Associação Monte Carmelo no interior de São Paulo.